# 2004년 6월
| 2004년: 1월 · 2월 · 3월 · 4월 · 5월 · 6월 · 7월 · 8월 · 9월 · 10월 · 11월 · 12월 |

| <          | 2004년 6월 | 2004년 6월  | 2004년 6월 | 2004년 6월 | 2004년 6월  | >          |
| 일         | 월         | 화          | 수         | 목         | 금          | 토         |
|            |            | 1 4.14 신해 | 2 15 임자  | 3 16 계축  | 4 17 갑인   | 5 18 을묘  |
| 6 19 병진  | 7 20 정사  | 8 21 무오   | 9 22 기미  | 10 23 경신 | 11 24 신유  | 12 25 임술 |
| 13 26 계해 | 14 27 갑자 | 15 28 을축  | 16 29 병인 | 17 30 정묘 | 18 5.1 무진 | 19 2 기사  |
| 20 3 경오  | 21 4 신미  | 22 5 임신   | 23 6 계유  | 24 7 갑술  | 25 8 을해   | 26 9 병자  |
| 27 10 정축 | 28 11 무인 | 29 12 기묘  | 30 13 경진 |            |             |            |

| - 6월 22일 - 김선일 편집하기 |

## 2004년6월 30일
- 이해찬이 국무총리에 취임하다.

## 2004년6월 29일
- 제7호 태풍 민들레(Mindulle)가 필리핀에 상륙하여 30명이 사망하고 12명이 실종되다.

## 2004년6월 28일
- 리비아가 미국과 복교하다.
- 유럽 위원회가 독점적 지위를 남용한 혐의로 마이크로소프트에 4억9700만 유로의 벌금을 부과하다.
- 이라크 연합국 임시행정처가 이라크 임시정부에 주권을 이양하다.

## 2004년6월 23일
- 제3차 6자 회담이 베이징에서 열리다.

## 2004년6월 17일
- 김선일 피랍: 김선일 이라크 무장단체에 납치당함.

## 2004년6월 14일
- 불가리아의 유럽 연합 가입 교섭이 마무리되어 2007년에 가입하기로 결정하다.

## 2004년6월 12일
- 유로 2004 대회가 포르투갈에서 열리다. (~7월 4일) (우승:그리스)

## 2004년6월 5일
- 미국 제40대 대통령 로널드 레이건 로스앤젤레스의 자택에서 사망.
- 6.5 재보궐선거 결과 한나라당 압승, 열린우리당 참패.

## 2004년6월 4일
- 제2차 남북 장성급 군사 회담이 열리다.